# Aloys Fleischmann (Komponist, 1880)

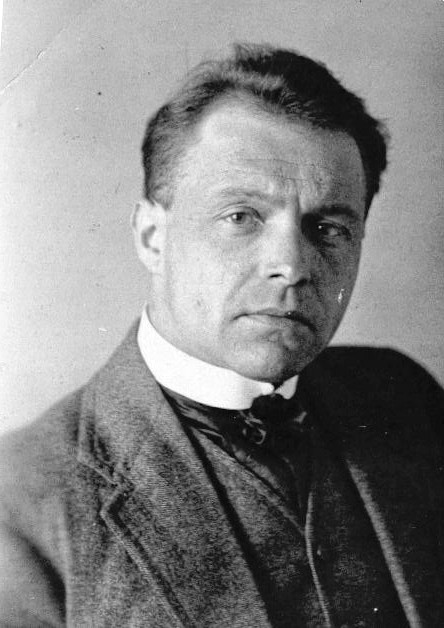
Aloys Fleischmann 1928

Aloys Georg Fleischmann (* 24. April 1880 in Dachau; † 3. Januar 1964 in Cork) war ein deutsch-irischer Komponist, Organist und Chorleiter.

## Leben
Der Sohn des Dachauer Schuhmachermeisters und Mitbegründers der Dachauer Liedertafel Alois Fleischmann (1844–1914) besuchte 1887–1894 die Volksschule seines Heimatortes. Danach erhielt er Unterricht in Musiktheorie und Latein, wurde 1896 zum Vorbereitungskurs der Königlichen Akademie der Tonkunst zugelassen und studierte dort von 1898 bis 1901 Orgel, Dirigieren und, bei Josef Rheinberger, Komposition. Die Abschlussprüfung bestand er mit Auszeichnung in allen Fächern.

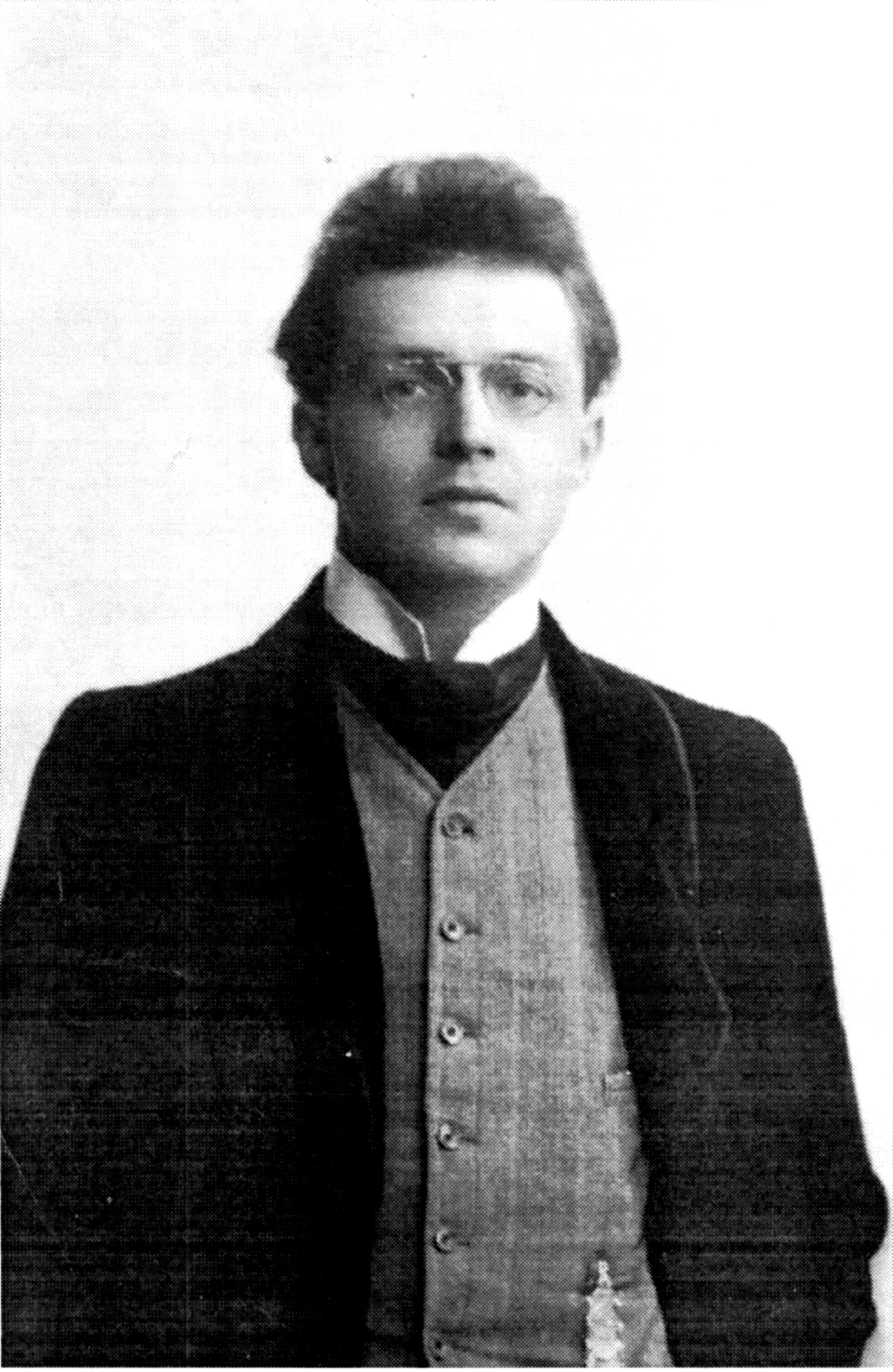
Aloys Fleischmann in Cork im Jahr 1907

Während seiner anschließenden Tätigkeit als Organist und Chorregent an der Dachauer Pfarrkirche St. Jakob gründete er in Dachau eine Musikschule, an der Kinder zu erschwinglichen Gebühren Unterricht im Chorsingen und Instrumentenspiel erhielten. Unterstützt von Münchner Musikerfreunden und von Mitgliedern der Künstlerkolonie Dachau (von Hayek, Hölzel, Pfalz, Stockmann) arbeitete er für die Wiederbelebung der lokalen Tradition weihnachtlicher Kinderfeste. 1905 führte er in Dachau sein Krippenspiel Die Nacht der Wunder auf.
1905 heiratete Fleischmann die Pianistin Tilly Swertz, eine Studienkollegin, deren Eltern 1879 von Dachau nach Cork ausgewandert waren. Im Jahr darauf übernahm er die freigewordene Stelle seines Schwiegervaters Hans-Conrad Swertz in Cork und wirkte dort an der Cathedral of St Mary and St Anne bis ins hohe Alter als Organist und Domkapellmeister.
Als deutscher Staatsangehöriger wurde Aloys Fleischmann während des Ersten Weltkriegs von der britischen Militärbehörde zum zivilen Kriegsgefangenen (Enemy Alien) erklärt und von Januar 1916 bis über das Kriegsende hinaus interniert, zuletzt auf der Isle of Man, von wo er nach Deutschland abgeschoben wurde. Erst im September 1920 konnte er nach Irland zurückkehren. Dort übernahm er neben seiner Tätigkeit am Dom neue Pflichten: von 1920 bis 1958 wirkte er als Lehrer für Gesang und Klavier am Priesterseminar der Diözese Cork und 1922–37 als Professor für Harmonielehre und Chorgesang an der Cork Municipal School of Music.
Als Kirchenmusiker und Musikpädagoge hatte Fleischmann entscheidenden Einfluss auf eine Reihe irischer Komponisten und Musiker der nachfolgenden Generation. Zum Freundeskreis der Fleischmanns gehörte Arnold Bax, Herbert Hughes (1882–1937), E. J. Moeran (1894–1950) und Frederick May (1911–85).

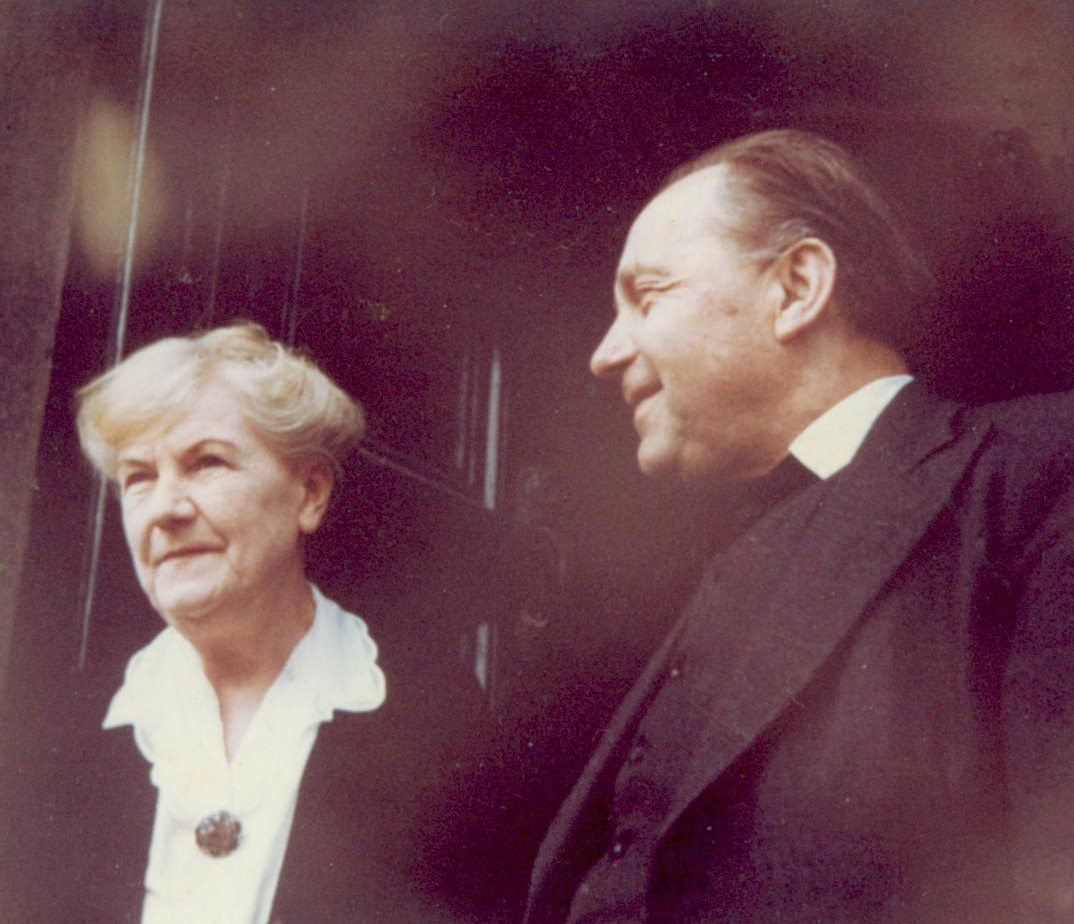
Aloys and Tilly Fleischmann in Cork im Jahr 1960.

Aloys und Tilly Fleischmanns Sohn, der Komponist Aloys Fleischmann (1910–1992), wirkte als Professor für Musik am University College Cork, als Dirigent des von ihm 1934 gegründeten Cork Symphony Orchestra, und als Mitgründer und langjähriger Leiter des 1954 gegründeten Cork International Choral Festival.

## Werke
Aloys Fleischmann hinterließ rund 600 Kompositionen, die meisten ungedruckt, darunter Bühnenwerke, geistliche und weltliche Vokal- und Instrumentalmusik und fast 100 Kunstlieder. Vor allem sein Bühnenwerk Die Nacht der Wunder brachte ihm den künstlerischen Durchbruch. Es steht am Beginn einer Tradition, die bis zu den Oster- und Weihnachtsspielen Carl Orffs und den Adventssingen Tobias Reisers reicht. Ein Werkverzeichnis wurde von Andreas Pernpeintner erarbeitet.

## Publikationen
- Acht Lieder für Männerchor [Eight Songs for Male-Voice Choir], Verlag von Jos. Aibl Sortiment, Munich, o. J.
- Night / An die Nacht, Text: Wilhelm Michel, Übersetzt von Walter Henley; Augener, London 1929
- The Awakening / Das Erwachen, Text Walter Henley; Augener, London, 1929
- The Fool / Der Phantast, Text: Franz Schaehle, Übersetzt von Walter Henley; Augener, London 1929
- Aus der Kinderwelt – Zwei Lieder für Klavier und eine mittlere Singstimme: Two Musical Sketches. Die erste Klavierstunde / The first piano lesson; Der heimliche Klang / Trudi, Texte: Fleischmann; Verlag Wilhelm Berntheisel, Munich, 1931.[7]

## Gedächtnisausstellungen
Das Leben und Wirken von Aloys und Tilly Fleischmann wurde während des Jahres 2010 in drei Ausstellungen dokumentiert: In der Cork City Central Library, im Cork Public Museum, sowie im Bezirksmuseum Dachau.